# Guldtuben 2016
Guldtuben 2016 var den tredje Guldtubengalan och arrangerades av Splay Networks. Galan ägde rum 26 mars 2016 och sändes på Youtube med Kodjo Akolor och Keyyo som programledare.
Innan galan så hade tittarna möjligheten att välja ut de nominerade på Guldtubens webbplats. När de nominerade hade utsetts så fick tittarna även rösta fram vinnaren på Guldtubens webbplats.

## Vinnare och nominerade

### Personer och kanaler
| Årets humor - Keyyo - DunderHumor - Hampus Hedström - IJustWantToBeCool - Random Making Movies | Årets vloggare - Tova Helgesson - 2chips1cola - Clara Henry - Lakidoris - Manfred Erlandsson | Årets artist - Daniel Norberg - Isa - Sofie Karlberg - The Fooo - Zara Larsson         | Årets stjärnskott - Tova Helgesson - Daniel H - Hampus Hedström - Thomas Sekelius - Uddevallarobert | Årets action - Dumbass Productions - Rackartygarna - Skill Twins - Superretards - Xtr3m3 Flip3rs |
| Årets gamer - PewDiePie - Arga skånska män - DualDGaming - iTalkWho - STAMSITE                 | Årets style - Therése Lindgren - Anty - Helen Torsgården - Misslisibell - Thomas Sekelius    | Årets löfte - HBA - Elfstrands Blogg - LovisaKawaii - Jens Norell - Nathalie Starcevic | Årets dolda kamera - Jockiboi TV - Julien Magic - NormelTV - Raggningspartiet - STHLM Panda         | Årets Youtuber - Therése Lindgren - 2chips1cola - Jockiboi TV - Lakidoris - Tova Helgesson       |

### Program och serier
| Årets video - Jag städar mitt rum efter 11 månader av Tova Helgesson - Engelska låtar på svenska av Keyyo - Snapchat Fail av Mileycool551 - Två videoklipp av 2chips1cola som har tagits bort från Youtube                                                                                                | Årets serie - Under Hundringen av Splay Sverige - En rullande talkshow av Manfred Erlandsson och Hampus Hedström - Felix Recenserar - Julkalendern 2015 av MonteFjanton - Välkommen till Indien! av Splay Style - STORY TIME av Felicia Bergström |
| Årets collab - Try Not To Laugh Challenge av Keyyo och Clara Henry - Hyllar Youtubers av Sara Songbird och Beas liv - Tinder Tåg av Bente Schramm och Axel Palm - Kyss Varandra - Snuskig sanning/konka av Thomas Sekelius och PojkenDrömmer - Ett videoklipp av 2chips1cola som tagits bort från Youtube | |

### Årets #SÅZOURR
- Felicia Bergström